# Turokovți, Pernik
Turokovți (în bulgară Туроковци) este un sat în comuna Trăn, regiunea Pernik,  Bulgaria. 

## Demografie
Componența etnică a satului Turokovți
     Bulgari (94,54%)
     Romi (2,72%)
     Nicio identificare (2,72%)
     Altele (0%)
La recensământul din 2011, populația satului Turokovți era de 110 locuitori. Din punct de vedere etnic, majoritatea locuitorilor (94,54%) erau bulgari, cu o minoritate de romi (2,72%). Pentru 2,72% din locuitori nu este cunoscută apartenența etnică.